# Dejan Tomašević
Dejan Tomašević (en serbio Дејан Томашевић, nacido el 6 de mayo de 1973 en Belgrado, antigua Yugoslavia), es un jugador serbio de baloncesto que ha militado en varios clubes europeos de élite y que ha logrado un total de siete medallas en grandes torneos internacionales con las selecciones de baloncesto de Yugoslavia, primero, y Serbia y Montenegro, después.
Ocupa la posición de pívot y mide 2,08 metros de altura. Jugador de una gran visión de juego, es uno de los mejores pívots pasadores de la historia del baloncesto europeo, capaz de conseguir triples dobles en puntos, rebotes y asistencias. Junto con Mike Smith, Nacho Suárez, George Singleton, Fran Vázquez y Luka Dončić es el uno de los jugadores ACB en haber conseguido un triple-doble y el único en conseguirlo en un Playoff.

## Historia

### Clubes
Tomašević inició su carrera deportiva en las filas del KK Borac Čačak de la liga serbia, conjunto desde el que se marchó al Estrella Roja Belgrado en 1991, equipo en el que jugó durante 4 temporadas en las que se proclamó campeón de 2 ligas de Serbia.
Posteriormente fichó por el KK Partizan donde jugó desde 1995 al 99 proclamándose campeón nuevamente de dos ligas y una copa de Serbia. Posteriormente se marchó al KK Budućnost Podgorica, equipo en el que jugó entre 1999 y 2001 y donde volvió a proclamarse por dos veces campeón de la liga Serbia y una vez campeón del título de Copa.
En la temporada 2001-2002 decide dar el salto internacional y se marcha a España para fichar por el TAU Vitoria de la liga ACB. Esa temporada se proclama campeón de la liga ACB y además consigue hacerse con el título de campeón de la Copa del Rey de baloncesto, siendo nombrado MVP. Su participación en la Euroliga fue tan destacada que fue nombrado MVP de la primera fase de la misma.
La temporada siguiente ficha por el Pamesa Valencia también de la liga ACB con el que se proclama campeón de la Copa ULEB y es nombrado MVP de la competición.
En la temporada 2005-2006 se marcha a la Grecia para jugar con el Panathinaikos BC, con el que se proclamó 3 veces campeón de la liga griega (2006, 2007 y 2008), 3 veces campeón de la Copa (los mismos años) y una vez campeón de la Euroliga (2007).
En septiembre de 2008 alcanza un acuerdo con el PAOK.

### Selección nacional
Tomasevic se convirtió en el primer jugador serbio de la historia en conseguir hacerse con la medalla de oro en tres Eurobasket distintos (ediciones de 1995, 1997 y 2001), jugando siempre bajo la denominación de Yugoslavia. Sus participaciones en los Eurobasket se saldan además con la consecución de una medalla más, la de bronce en la edición de 1999.
También se proclamó dos veces campeón del Mundo con la selección de Yugoslavia en las ediciones de 1998 y 2002.
Finalmente ha participado en tres ediciones de los Juegos Olímpicos: Atlanta 96, donde ganó la medalla de plata, Sídney 2000 y Atenas 2004

## Logros y reconocimientos

### Clubes
- YUBA liga: 6

Estrella Roja: 1992-93, 1993-94
KK Partizan Belgrado: 1995-96, 1996-97
Budućnost Podgorica: 1999-2000, 2000-01
- Liga ACB: 1

Saski Baskonia: 2001-02
- Liga de Grecia: 3

Panathinaikos BC: 2005-06, 2006-07, 2007-08
- Copa de Yugoslavia: 2

Partizan Belgrado: 1999
Budućnost Podgorica:2001
- Copa del Rey de baloncesto: 1

Saski Baskonia: 2002
- Copa de baloncesto de Grecia: 3

Panathinaikos BC: 2006, 2007, 2008
- ULEB Cup: 1

Valencia Basket: 2002-03
- Euroliga: 1

Panathinaikos BC: 2006-07

### Consideraciones individuales
- 1997-98 MVP de la Liga de Yugoslavia.
- 2000-01 MVP de la final de la Copa de Yugoslavia.
- 2000-01 MVP de la Euroliga.
- 2001-02 MVP de la Copa del Rey.
- 2001-02 Integrante del quinteto ideal de la Euroliga.
- 2002-03 MVP de la final de la Copa ULEB.